# Обводненість водонафтової суміші
Обводненість продукції (рос. обводненность продукции; англ. water ratio (water cut, water holdup) of production; нім. Produktionsverwässerung f) — у нафтовидобуванні — відношення відібраної за період (добу, місяць, квартал, рік) води до кількості видобутої за цей період продукції (водонафтової суміші), виражене в частках одиниці або в процентах (за масою чи об'ємом). Розраховується для експлуатаційного об'єкта в цілому, окремого пласта багатопластового об'єкта, ділянки пласта, свердловини тощо.

## Дотичний термін
ОБВОДНЕННЯ ПРОДУКЦІЇ, (рос. обводнение продукции; англ. dynamics of the water production ratio, нім. Verwässern n der Produktion) — перебіг у часі (динаміка) значень обводненості продукції експлуатаційного об'єкта в цілому, окремого пласта багатопластового об'єкта, ділянки пласта, свердловини і ін., що вивчається в абсолютному або відносному часі.